# Elisabeth von Hessen-Kassel (1634–1688)
Elisabeth von Hessen-Kassel (* 23. Juni 1634 in Kassel; † 22. März 1688 ebenda) war Äbtissin im freiweltlichen Damenstift Herford.

## Herkunft und Familie
Elisabeth von Hessen-Kassel wurde als Tochter des Landgrafen Wilhelm V. von Hessen-Kassel und dessen Gemahlin Amalie Elisabeth von Hanau-Münzenberg geboren und wuchs zusammen mit ihren Geschwistern Emilie (1626–1693),  Charlotte (1626–1686) und Wilhelm (1629–1663) auf.

## Wirken
Elisabeth war das jüngste Kind im elterlichen Haushalt und blieb als Einzige unverheiratet. Die Absicht, sie mit dem Herzog Adolf von Zweibrücken-Kleeburg zu verheiraten, konnte nicht in die Tat umgesetzt werden. Ebenso scheiterte ein Ehevorhaben mit dem Grafen Walrad von Nassau-Usingen. Vielmehr kümmerte Elisabeth sich um die Erziehung des Kindes ihres Bruders Wilhelm, der durch seine Aufgaben als Regent stark belastet war.
Elisabeth kam durch Vermittlung ihrer Schwägerin Hedwig Sophie von Brandenburg in das freiweltliche Damenstift Herford, das unter brandenburgischem Einfluss stand und daher mit Angehörigen sowohl verwandter als auch befreundeter reformierter Dynastien besetzt wurde. 1658 wurde sie Kanonissin und im Jahr darauf Küsterin. 1680 wurde sie als Nachfolgerin der Äbtissin Elisabeth von der Pfalz gewählt. Charlotte Sophie von Kurland (1651–1728) folgte ihr in diesem Amt.
Während eines Besuchs in ihrer Heimatstadt Kassel starb Elisabeth und wurde in der Familiengruft in der Kasseler St. Martin-Kirche beigesetzt.